# Odorrana amamiensis
Odorrana amamiensis (лат.) — вид земноводных из семейства настоящих лягушек. Эндемик Восточной Азии: Япония (вымирающий вид, найден только на островах Рюкю: Amamioshima и Tokunoshima). Встречаются в мелких водоёмах, в вечнозелёных лиственных и горных тропических лесах. Длина тела самцов от 57 до 69 мм, у самок от 76 до 101 мм. Особенности размножения O.amamiensis сходны с видом Odorrana narina. Некоторые популяции O.amamiensis могут размножаться в октябре, а другие в мае. Самки откладывают до 1500 яиц за одну кладку. Яйца желтовато-белые. Головастики O.amamiensis с острова Tokunoshima имеют более стройную форму и менее пигментированы, чем головастики лягушек Odorrana supranarina. Вид O. amamiensis был впервые описан в 1994 году японским зоологом Масафуми Мацуи (Masafumi Matsui; Graduate School of Human and Environmental Studies, Киотский университет, Sakyo, Киото, Япония) под первоначальным названием Rana amamiensis Matsui, 1994.

## Охранный статус
Причины вымирания: строительство дорог, лесозаготовки, фрагментация естественных лесов в местах обитания вида, загрязнение вод пестицидами, инвазивные виды хищников (мангусты)